# Alto Madness
Alto Madness è un album di Jackie McLean e del sassofonista John Jenkins, pubblicato dalla Prestige Records nel 1957.

## Tracce
Lato A
1. Alto Madness – 12:00 (Jackie McLean)
2. Windy City – 7:00 (John Jenkins)

Durata totale: 19:00
Lato B
1. The Lady Is a Tramp – 7:00 (Richard Rodgers, Lorenz Hart)
2. Easy Living – 7:00 (Leo Robin, Ralph Rainger)
3. Pondering – 10:30 (John Jenkins)

Durata totale: 24:30

## Musicisti
- Jackie McLean - sassofono alto
- John Jenkins - sassofono alto
- Wade Legge - pianoforte
- Doug Watkins - contrabbasso
- Art Taylor - batteria